# Nicolae Amasiiski
Nicolae Amasiiski (născut Nikolai Vasilievici Amasiiski; în rusă Николай Васильевич Амасийский; n. 6/18 decembrie 1859, Buguruslan, gubernia Samara⁠(d), Imperiul Rus – d. 31 ianuarie 1945, Mănăstirea Cernica, Ilfov, România) a fost un episcop al Bisericii Ortodoxe Ruse (până în 1943) și apoi al Bisericii Ortodoxe Române.
A îndeplinit funcția de arhiepiscop de Rostov și Taganrog (1933-1936, 1942-1943). A fost o victimă a represiunii staliniste, iar la sfârșitul anului 1943, în timpul retragerii Armatei Germane din URSS, s-a refugiat în Regatul României, unde a murit după aproximativ un an.

## Biografie

### Învățător și preot
În 1878 a absolvit Școala Normală din Samara, după care a lucrat o perioadă ca învățător.
A slujit apoi drept cititor de psalmi la Biserica „Sf. Arhanghel Mihail” din satul Savelievka, uezdul Nikolaevsk, gubernia Samara (acum în raionul Krasnopartizanski din regiunea Saratov). La 14 martie 1888 a fost hirotonit diacon și numit ca slujitor la aceeași biserică. În anul 1900 a fost hirotonit preot și numit ca slujitor la Biserica „Sf. Arhanghel Mihail” din satul Davîdovka, uezdul Nikolaevsk, gubernia Samara. Davîdovka se afla în apropierea orașului Nikolaevsk, redenumit, după Revoluția Rusă, Pugaciov.

### Episcop în cadrul mișcării renovaționiste ruse
În 1922, după moartea soției sale, preotul Nikolai Amassiiski a fost ales candidat la rangul de episcop de către clerul și mirenii din orașul și okrugul Pugaciov, deși nu se evidenția prin virtuți deosebite. Clerul din celelalte okruguri nu s-a opus acestei alegeri, din moment ce Nikolai Amasiiski era preot văduv și nu existau obstacole canonice în calea hirotoniei sale. Nikolai a călătorit la Moscova pentru a fi hirotonit episcop, dar, în circumstanțe încă neclare, a intrat în contact cu așa-numita „Biserică Vie” (organizație bisericească aflată sub controlul poliției politice bolșevice) și la 9 decembrie 1922 a fost hirotonit ca episcop de Pugaciov în cadrul Uniunii pentru Reînnoirea Bisericii conduse de mitropolitul Antonin Granovski și nu în cadrul Bisericii Ortodoxe Ruse. La sosirea sa în gara Pugaciov, episcopul Nicolae a fost salutat solemn de către președintele comitetului executiv, care a rostit un discurs de bun-venit, ce a făcut o impresie puternică asupra populației. El și-a exercitat atribuțiile arhierești și a administrat inclusiv parohiile care nu aparțineau „Bisericii Vii”. În perioada aprilie-mai 1923 a participat la cel de-al doilea sinod bisericesc din întreaga Rusie (primul sinod renovaționist).
La 21 iunie 1923 episcopul Nicolae a fost numit administrator temporar al Episcopiei renovaționiste de Uralsk, dar a continuat să locuiască la Pugaciov. Unii dintre cei care l-au cunoscut bine pe episcopul Nicolae au afirmat că el nu a susținut mișcarea renovaționistă și că, prin aderarea lui la schismă, a încercat de fapt să ajute Biserica Ortodoxă Rusă pentru a supraviețui epocii staliniste. Cu toate acestea, este cunoscut faptul că a interzis activitatea preoților care nu s-au alăturat mișcării renovaționiste și, prin urmare, dorința lui de a ajuta Biserica Ortodoxă este îndoielnică. La 21 iunie 1923 a fost numit episcop de Troițk, vicar al Eparhiei renovaționiste de Celiabinsk.

### Episcop al Bisericii Ortodoxe Ruse
La sfârșitul anului 1923 episcopul Nicolae a renunțat la funcție și a făcut un act de penitență, care a fost acceptat personal de patriarhul Tihon al Moscovei. A fost admis în Biserica Ortodoxă Rusă și numit în funcția de episcop de Nikolaevsk (vechiul nume al orașului Pugaciov), pe care o deținuse înainte de a se pocăi pentru aderarea la grupul schismatic. Cu toate acestea, el nu a revenit în fruntea administrației eparhiale. La 21 ianuarie 1924 era menționat ca episcop de Kustanai.
Din aprilie până în iulie 1925 a activat ca episcop de Troițk, vicar al Eparhiei de Celiabinsk. Aici a fost acuzat că ar manifesta simpatie față de renovaționiști, participând la ședințele eparhiale ale renovaționiștilor și susținând convocarea unui sinod care să contribuie la unificarea celor două organizații bisericești din URSS. Episcopul antirenovaționist Dionisie Prozorovski a venit la Troițk pentru a corectat aceste abateri. Cei doi episcopi au purtat un dialog, iar Nicolae a cedat în cele din urmă. Episcopul Nicolae a fost arestat pentru prima oară la Troițk și condamnat la „muncă silnică”: el a trebuit să curățe latrinele. În 1925 a fost din nou arestat și condamnat la doi ani de exil. Din decembrie 1927 până în martie 1928 episcopul Nicolae a fost înscris în evidențele bisericești ca episcop de Pugaciov, dar nu a putut să preia conducerea efectivă a eparhiei. Începând din 17 noiembrie 1931 a îndeplinit funcția de episcop de Eisk, vicar al Eparhiei de Stavropol și administrator temporar al Eparhiei de Rostov.
La 22 noiembrie 1933 a fost numit episcop al Eparhiei de Rostov pe Don. În anul 1934 a fost înălțat la rangul de arhiepiscop. La 9 mai 1934, el a trimis un raport către locțiitorul scaunului patriarhal al Rusiei, mitropolitul Serghie Stragorodski, în care îl felicita pentru recunoașterea de autorități ca mitropolit al Moscovei și Kolomnei: „Consiliul Eparhial din Rostov-pe-Don a primit cu mare bucurie și satisfacție deplină hotărârea arhipăstorilor Bisericii Ortodoxe Ruse din 14-27 aprilie și o consideră a fi voința lui Dumnezeu”.

### Victimă a represiunii staliniste
Arhiepiscopul Nicolae a fost arestat la 23 mai 1935 în Rostov-pe-Don pentru că nu a acceptat să colaboreze cu autoritățile sovietice. La 16 noiembrie 1935 a fost condamnat la 3 ani de exil administrativ în Bașchiria pentru faptul că a făcut parte dintr-un grup contrarevoluționar. A fost trimis în exil, locuind în mai multe localități. În anul 1936 a renunțat formal la funcția de episcop de Rostov-pe-Don. A trăit în restul perioadei de exil într-o casă particulară din Ufa. La 18 iunie 1938 arhiepiscopul Nicolae a fost percheziționat și arestat, fiind transportat la închisoarea din Ufa. A fost deținut timp de peste o lună în închisoarea Ufa, deoarece transportul deținuților în Kazahstan avea loc într-un mod lent. După câtva timp a fost transferat la Alma-Ata. În 1938 a fost condamnat la moarte de către conducerea NKVD și a supraviețuit execuției, potrivit propriilor sale memorii, după ce a căzut rănit la pământ și a fost declarat mort. A locuit la Alma-Ata până în 1941. S-a reîntors apoi la Rostov pe Don, unde, potrivit unor surse, a lucrat ca măturător de stradă.
În timpul celui de-al Doilea Război Mondial, după ce germanii au capturat orașul Rostov-pe-Don, arhiepiscopul Nicolae și-a reluat activitatea preoțească și a fost repus în funcție, conducând administrația diecezană sub patronajul autorităților germane. Pe la sfârșitul anului 1942 Eparhia de Rostov a intrat sub oblăduirea Bisericii Ortodoxe Autonome a Ucrainei, iar în bisericile din această eparhie nu s-a mai pomenit numele locțiitorului de patriarh Serghie Stragorodski. În urma instrucțiunilor primite de la autoritățile sovietice, mitropolitul Serghie Stragorodski a condamnat public la 20 martie 1943 legăturile cu naziștii ale arhiepiscopului Nicolae. Patriarhul Nicodim Munteanu al Bisericii Ortodoxe Române, care a corespondat cu arhiepiscopul Nicolae, a căutat să-și extindă influența asupra regiunii Rostov.

### Refugierea în România
În noiembrie 1943, în timpul retragerii armatelor germane și române din Uniunea Sovietică, mitropolitul Nicolae s-a refugiat de la Rostov pe Don la Odessa, iar în același an a fost evacuat de germani în România, împreună cu un grup de circa 30 de preoți (printre care protoiereul Ioan Nagorski și preotul duhovnic Ioan Kulîghin) și câteva maici (printre care și sora mitropolitului). Mitropolitul Nicolae și grupul său au cerut patriarhului Nicodim Munteanu să intre sub jurisdicția Bisericii Ortodoxe Române. Patriarhul Nicodim i-a repartizat pe mitropolit și pe preoții ruși la mănăstirea Cernica și pe maicile ruse la mănăstirea Pasărea.
Bătrânul mitropolit a murit pe 31 ianuarie 1945 și a fost înmormântat în cimitirul „Sf. Lazăr” al Mănăstirii Cernica, în partea rezervată ierarhilor aflată lângă capelă. Pe crucea sa de piatră se află o inscripție scrisă de o doctoriță rusă, care se refugiase din Crimeea și care nu a mai vrut să se înapoieze în URSS: „Mitropolit al Rostovului etc., Nicolae Amasiiski, născ. 1859, dec.-31 ianuarie 1945.”

## Legături externe
- Николай (Амасийский) pe site-ul «Русское православие»
- СЛОВАРЬ СВЯТЫХ Arhivat în 22 noiembrie 2011, la Wayback Machine.
- Николай (Амасийский Николай Васильевич) Новомученики и Исповедники Русской Православной Церкви XX века